# Mark Mitchell (Eiskunstläufer, 1968)
Mark Mitchell (* 2. Mai 1968) ist ein ehemaliger US-amerikanischer Eiskunstläufer, der im Einzellauf startete.
Mitchell stand dreimal auf dem Podium bei den nationalen Meisterschaften. 1993 wurde er Vize-Meister hinter Scott Davis. Er trat nur zweimal bei Weltmeisterschaften an, war dort aber äußerst erfolgreich. 1992 wurde er Fünfter und 1993 sogar Vierter und bester US-Amerikaner, noch vor dem US-Meister Davis. Nach dem Kurzprogramm, bei dem er sogar eine 6,0 für die Präsentation bekommen hatte, lag er sogar auf Rang 2. Für die Olympischen Spiele 1992 hatte er sich mit Platz 3 bei den nationalen Meisterschaften sportlich qualifiziert, der Verband gab aber Todd Eldredge, der verletzungsbedingt fehlte, den Vortritt. Bei der anschließenden Weltmeisterschaft platzierte sich Mitchell jedoch vor Eldredge. 
1994 wechselte Mitchell zu den Profis und tourte mit Champions on Ice. Er arbeitet heute gemeinsam mit dem ehemaligen schwedischen Eiskunstlaufmeister Peter Johansson als Eiskunstlauftrainer beim Skating Club of Boston. 

## Ergebnisse
| Wettbewerb / Jahr                | 1990 | 1991 | 1992 | 1993 | 1994 |
| -------------------------------- | ---- | ---- | ---- | ---- | ---- |
| Weltmeisterschaften              |      |      | 5.   | 4.   |      |
| US-amerikanische Meisterschaften | 3.   | 4.   | 3.   | 2.   | 5.   |

| Personendaten    | Personendaten                    |
| ---------------- | -------------------------------- |
| NAME             | Mitchell, Mark                   |
| KURZBESCHREIBUNG | US-amerikanischer Eiskunstläufer |
| GEBURTSDATUM     | 2. Mai 1968                      |